# 天山 (航空機)
中島 B6N 天山
天山一二型　
- 用途：艦上攻撃機
- 設計者：松村健一
- 製造者：中島飛行機
- 運用者： 大日本帝国（日本海軍）
- 初飛行：1941年（昭和16年）3月14日[1]
- 生産数：1,268機[1]
- 生産開始：1943年（昭和18年）2月
- 運用開始：1943年（昭和18年）7月（実戦配備）
- 退役：1945年（昭和20年）8月（終戦）

天山（てんざん）は、日本海軍が九七式艦上攻撃機（以下、九七式艦攻）の後継機として開発・実戦配備した艦上攻撃機。機体略号はB6N。設計・生産は中島飛行機。連合国軍のコードネームは「Jill（ジル）」。

## 開発
1939年（昭和14年）10月、海軍は制式採用直前の九七式三号艦攻の後継艦上攻撃機として「十四試艦上攻撃機計画要求書」を中島飛行機一社特命で提示した。開発要求書に記載されていた内容は概ね以下のようなものだったとされる。
最高速度
463.0 km/h以上
航続距離（雷装時）
3,334 km以上
発動機（エンジン）
護または火星
これを受けた中島飛行機では、社内名称BKとして松村健一技師を設計主務者とする設計陣が開発に当たることとし、1940年（昭和15年）5月から本格的に開発を開始した。

### 名称
開発中は当時の命名基準に従い、計画開始年度（昭和）と機種名を並べて十四試艦上攻撃機と呼称されていた。制式名称は「○式艦上攻撃機」となるはずだったが、制式採用直前の命名基準改定で「攻撃機は山に因む名称とする」と規定されたため、1943年（昭和18年）8月の採用時に佐賀県の天山より命名された。

### 発動機選定
開発開始当初に問題となったのは、他の日本機と同じく搭載エンジンの選定だった。開発要求書で指定されていた護は、九七式一号艦攻等で実績のある単列9気筒の光を複列14気筒化した1,800馬力級の中島製エンジンで、火星は九六式陸上攻撃機等で実績のある金星のボア・ストロークを拡大した1,500馬力級の三菱重工業製のエンジンだった。海軍は非力ではあるものの既に十二試陸上攻撃機（後の一式陸上攻撃機）試作機に搭載されて各種試験が進められていた火星を推していたが、中島側は自社製であるため改修が容易に行えること、現状でも火星より大馬力であるが2,000馬力級まで出力向上が見込めること、火星より燃料消費量が少ないこと、並行して試作中の十三試大型陸上攻撃機（後の「深山」）も護を装備すること等を理由に、護を推していた。議論の末、海軍が中島の主張を入れる形で1941年（昭和16年）3月に搭載エンジンを護とすることに決定した。

### 難航する実用審査
1942年（昭和17年）2月20日にB6N1試作一号機が完成、3月14日に初飛行して直ちに試験飛行が開始された。しかし護の振動が激しい上に故障が多く、しかも大馬力故の強トルクにより離着陸滑走中に機首を左に振るという艦上機としては大きな問題点が発見された。それでも完成から4か月後の7月19日にB6N1試作一号機は海軍に引き渡され、実用試験が開始されている。
海軍の実用試験では排気管等の改修が行われた他、雷撃試験において超低空での高速雷撃時にプロペラ後流の影響で魚雷の海中突入角度が浅くなり、海面で跳躍することが判明した。空中での雷道が安定せず直進しないこともあり、魚雷懸吊架を改修し魚雷を胴体より2°下向きに懸吊し、魚雷尾部に安定尾翼の新型框板を装着することで解決さした。さらに1942年末から開始された発着艦試験では、着艦制動索の切断が多発した。当初は九七式艦攻より重い上に着艦速度が高いことが原因と考えられていたが、調査の結果、着艦フックの形状不良が原因であることが判明している。また離陸滑走距離が長いことが問題視され、実用試験中だったロケット補助推進装置 (RATO) を搭載することが決定されている。

### B6N1量産開始と発動機換装

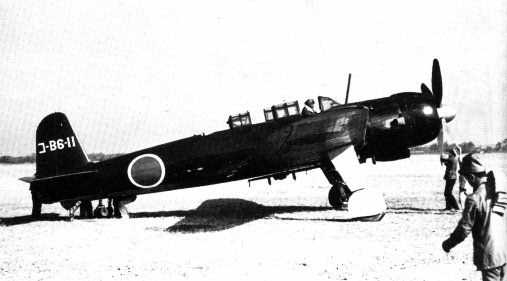
天山一二型（B6N2）試作機

こうして九七式艦攻開発時には無かった課題を次々と解決しての開発が続いたが、海軍は実用試験の終了を待たず、基地航空隊用としてB6N1を天山一一型として130機程度生産することを中島に指示した。その一方、1943年（昭和18年）1月にはエンジンを水メタノール噴射装置の追加によって1,800馬力級となった火星二五型に換装した仮称B6N2の開発も開始されている（海軍からの正式な指示は同年4月）。前者は現用の九七式艦攻より約100 km/h速い新型艦攻を一刻も早く前線に送るための措置であり、後者は不調で搭載機の少ない護の生産を中止し、中島飛行機のエンジン生産を当時実用試験中だった誉に集中させるためだった。
試験飛行時から問題になっていた離着陸滑走中の左回頭については、B6N1量産開始後に垂直安定板の取付角を機軸に対し2度10分（2.166…度）左に傾けることで一応の解決とされている。
B6N1の量産と部隊配備が進められる一方、同年7月にB6N2試作一号機が完成、エンジンの信頼性が向上した他、航続距離以外の性能全般の向上が確認されたことから、同年10月にはB6N1に代わってB6N2の量産が開始されている。

## 設計

### 胴体
大直径の護に合わせて雷電（最大幅1.50 m）に次いで太い最大幅1.45 mの胴体を採用しているが、爆弾倉は設けられておらず、魚雷や爆弾は胴体下に懸吊する。前下方視界が九七式艦攻より悪化したことから、視界確保のために操縦員の座席を2倍の高さまで調整できるようになっており、前部風防上面の一部を立てて風除けにすることができた。操縦桿には伸縮機能があったが、計器盤の下部にあるラダー（方向舵）ペダルについては何の措置もとられなかったため、小柄な搭乗員の場合、操縦席を上げるとラダーペダルに脚が届かなくなることがあった。
航空母艦（空母）のエレベーターの寸法11mに収めるため、垂直尾翼後縁のラインを三点静止の姿勢で垂直になるよう前傾させている。この措置と太い胴体のため、九七式艦攻と比較して寸詰まりという印象を受けた搭乗員もいた。発動機のトルクによる左回頭性の対策として、垂直尾翼をB6N1 9～28号機は機軸に対して左に3度、30号機以降は2度10分（2.166…度）傾けて取り付けている。
B6N2は発動機の重量が軽くなったことから、前後の重量バランスを取るため機首が延長された他、工数簡略化のために引き込み式だった尾輪を固定式にしている。
実戦配備開始後、急激な横滑り操作（敵戦闘機の銃撃回避操作として行われていた）による荷重によって垂直尾翼が破損、空中分解が多発したため、全機に垂直尾翼と方向舵の取付部の補強が行われている。

### 主翼
胴体長同様、空母のエレベーターの寸法の関係から、主翼面積と翼幅は九七式艦攻よりわずかに小さい37.202 m2、14.894 mに抑えられており、翼端から3.85 mの位置で折り畳むことが出来た。翼型は後に彩雲の設計にも関わる内藤子生らが開発した中島飛行機独自の層流翼型であるKシリーズの初期型（翼根K121、翼端K119）を採用、高揚力装置として九七式艦攻が装備したスプリット式より能力の高いファウラーフラップの一種である蝶型フラップを装備している。しかし、実用試験中に低速での降下率が要求よりも大きいと指摘されている。
要求性能にある長大な航続力を達成するため、主翼上面が燃料タンクの一部で構成される大容量のセミインテグラルタンクを採用した。その他に胴体タンクも装備しており、B6N1では離昇用燃料タンクとして使用されていたが、B6N2以降は水メタノール用タンクに変更されたため、航続距離が幾分短くなる原因になっている。
これまでにない重量級の艦上機であることから、主脚には高い強度が与えられているが、実戦配備後に主脚取付部の破損が多発したため、補強が行われている。

### エンジン

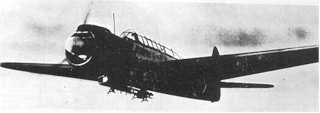
飛行中の天山一二型

護一一型は光をベースに開発されているが、ボア、ストロークとも光より幾分小さいものを採用している。整備性を良くするために余裕のある設計になっていたが、発電機の向きが従来とは逆だったため、小型機では調整が難しくなると海軍から指摘されている（機体を調整しやすい構造にすることで対応）。B6N1の他には、深山の増加試作機4機に搭載されたのみで、生産数も約200基と少ない。
火星二五型は開発開始時にも搭載発動機の候補だった火星一〇型に水メタノール噴射装置を追加した性能向上型で、護一一型とほぼ同じ離昇出力を発揮できた。プロペラ減速比等を除けば二二型以降の一式陸上攻撃機（一式陸攻）や二式飛行艇（二式大艇）一二型等に搭載された火星二一型、二二型と基本的に同じエンジンである。
エンジンカウルには、気化器用空気取入口が上面に、潤油冷却器用空気取入口が魚雷との干渉を防ぐために正面から見て下面のやや左に寄った位置にそれぞれ突出して装備され、排気管はB6N1では集合式だったが、B6N2以降は増速効果があり、かつ排気炎の小さい推力式単排気管に変更されている。また、日本機として初めて全金属製4翅プロペラを採用した（B6N1は直径3.5 m、B6N2は3.4 m）。

### 武装および防弾
主兵装である航空魚雷には、九一式航空魚雷改三（開発開始当初は改二）を予定していたが、B6N1試作機での雷撃実験の結果、強度不足が明らかとなったため、改三を補強した九一式航空魚雷改三（改）または改三（改）の改良型である九一式航空魚雷改三（強）が搭載された。九七式艦攻同様、懸吊位置を機軸より右に寄せることで潤油冷却器用空気取入口との干渉を避けている。雷撃実験で明らかになった高速雷撃時の魚雷の海面跳躍対策として、機軸に対して魚雷を2度下向きに懸吊するようにした他、空中雷道と海面突入角の安定用として魚雷の尾部に取り付けられる框板を、従来の九七式から高速雷撃に適合した四式に変更している。
後上方銃座の他に後上方銃座の死角となる後下方からの襲撃に備えて収納式の後下方銃座を装備している。後下方銃座は、1940年（昭和15年）頃に研究されていた800 kg爆弾を用いた高高度水平爆撃時の使用を想定して装備されたものだが、実際には敵戦闘機の迎撃を受けやすい水平爆撃はほとんど行われず、低空雷撃が主な攻撃法となっていたことと、銃座を射撃可能状態にするのに時間がかかるため使用頻度は低かった。
B6N1 70号機までは、日本海軍の艦上攻撃機としては珍しく左主翼内に7.7 mm固定機銃を搭載していた。これは雷撃時に敵艦の対空機銃を制圧するために装備されたものだが、71号機以降は廃止されている。
また、1944年（昭和19年）4月から開発が進められていた対潜水艦用有翼旋回魚雷「空雷六号」の母機として、B6N1及びB6N2が予定されていた。
防弾装備については不明なところが多いが、燃料タンクに炭酸ガス噴射式の消火装置が装備されている。しかしこれでは不十分であったため、1944年（昭和19年）10月に自動防漏式タンク装備機が試作されたが、不具合が多く量産には至らなかった。

### その他
1944年（昭和19年）3月頃からB6N2およびB6N2aは3機に1機の割合で、三式空六号無線電信機（H-6型）電探を搭載しており、マリアナ沖海戦時の第六〇一航空隊にも電探搭載型が数機配備されている。また、夜間雷撃に投入される機体の中には、電波高度計を追加装備したものもあった（主翼下面にアンテナを追加装備）。
九七式艦攻より航続距離が大きく向上したため、操縦員の疲労軽減用に自動操縦装置を標準装備している。九六式陸攻等の中･大型機で既に実績のある装置だったが、本機では自動操縦中に飛行姿勢が突然変わることがあり、あまり使用されなかった。離陸滑走距離短縮用のRATOの装備が予定されていたが、B6N2での搭載試験とRATOの配備がマリアナ沖海戦後になったため、実際に空母上で使用されることはなかった。

## 運用

### 部隊配備とラバウル進出

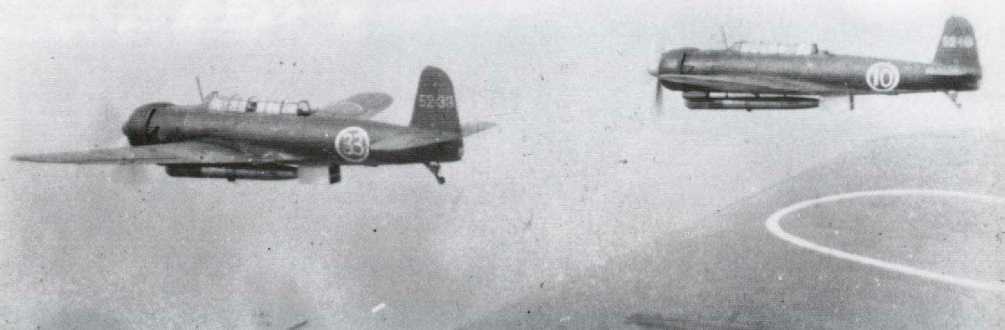
雷装した天山一二型

正式採用直前の1943年（昭和18年）7月、開隊直後の第五三一航空隊にB6N1が初めて配備された。同年8月にB6N1は天山一一型として制式採用され、11月半ばに同隊の一一型12機がラバウルのカビエンに進出、第五八二航空隊に編入された。翌月の第6次ブーゲンビル島沖航空戦に初めて実戦投入され、一一型6機が九七式艦攻5機と共に米機動艦隊に対して夜間雷撃を行い、第五八二航空隊艦爆隊、陸攻隊と共同で空母3隻、戦艦及び重巡各1隻撃沈といった戦果を報じている。この戦果により天山を開発した中島飛行機は海軍から表彰されたが、米海軍の記録によるとこの戦闘における沈没艦はなく、現在ではほとんどが夜間故の誤認と考えられている。1944年（昭和19年）2月17～18日のトラック島空襲後の索敵や同年6～7月のマリアナ諸島攻防戦にも投入されたが、これといった戦果を挙げることはできなかった。

### マリアナ、フィリピンの攻防

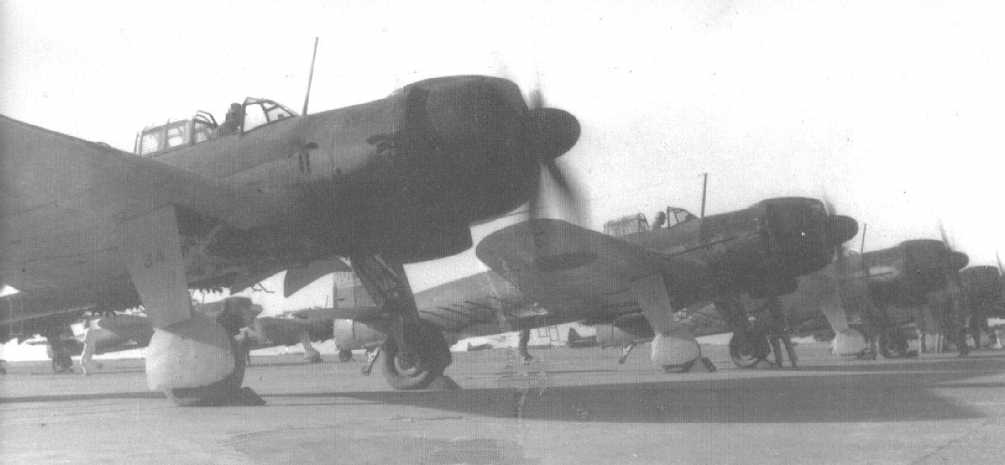
第六〇一航空隊の天山一二型。右主翼と胴体側面に電探用アンテナが確認できる

第三艦隊（後に第一機動艦隊に編入）の各母艦航空隊には、1943年（昭和18年）12月頃からB6N2の配備が開始されている。翌1944年（昭和19年）3月にB6N2は一二型として制式採用されているものの、天山の生産が前線での消耗に追いつかないため、第一機動艦隊への配備数はなかなか増えず、結局第一機動艦隊の天山隊は定数（99機）に対して7割に満たない充足率で6月のマリアナ沖海戦を迎えている。この海戦では第六〇一航空隊の29機が昼間雷撃を行ったものの、F6Fヘルキャットの迎撃と対空砲火により出撃機の8割を超える24機が未帰還になるという大損害を受けている。

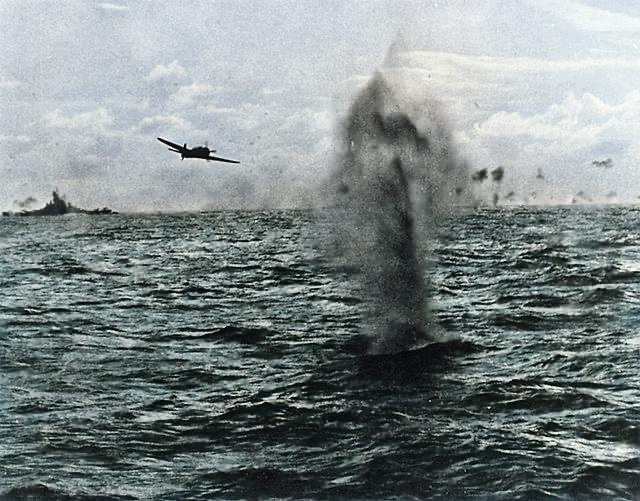
台湾沖航空戦においてアメリカ空母に魚雷を投射した後、超低空で避退する天山。空母エセックス(CV-9)艦上より撮影された

同年10月の台湾沖航空戦ではT攻撃部隊に編入された第六〇一航空隊攻撃第二六二飛行隊の23機が米機動部隊に対し夜間雷撃を行い、第二航空艦隊からは第六五三航空隊所属機などで編成された計56機が昼間雷撃を行ったものの、17機が出撃した第七〇一航空隊攻撃第二五二飛行隊が巡洋艦2隻の炎上を報じた一方、同隊は隊長機1機を残し未帰還となるなど損害は深刻であった。続くレイテ沖海戦においても、第三航空戦隊所属の瑞鶴以下の空母4隻に合計25機（定数の約5割）が搭載されているが、索敵や対潜哨戒、爆装した零式艦上戦闘機（爆戦）で編成された攻撃隊の誘導が主な任務だった。

### 北東方面と海上護衛
1944年に入ると北海道〜アリューシャン方面でも米軍の活動が活発化したため、同年4月終わりに本土で搭乗員養成を行っていた第五五三航空隊の所属機が九七式艦上攻撃機とともに占守島に進出。その後も天山の追加配備を受けながら占守島や道東から哨戒活動に就いていたが、フィリピン方面の戦局悪化により、10月に部隊は天山1機と九七式艦上攻撃機数機を残して移動した。残存機は直ちに「北東航空隊」に編入、引き続き対潜哨戒にあたったが、1945年（昭和20年）春に天山は事故で失われた。このほか第九〇一航空隊といったシーレーン防衛を担う航空隊でも天山は船団護衛や対潜哨戒任務に用いられていたが、1945年初頭に南方航路が事実上寸断された後は艦船攻撃任務に充当されることとなった。

### 硫黄島、沖縄戦から終戦まで

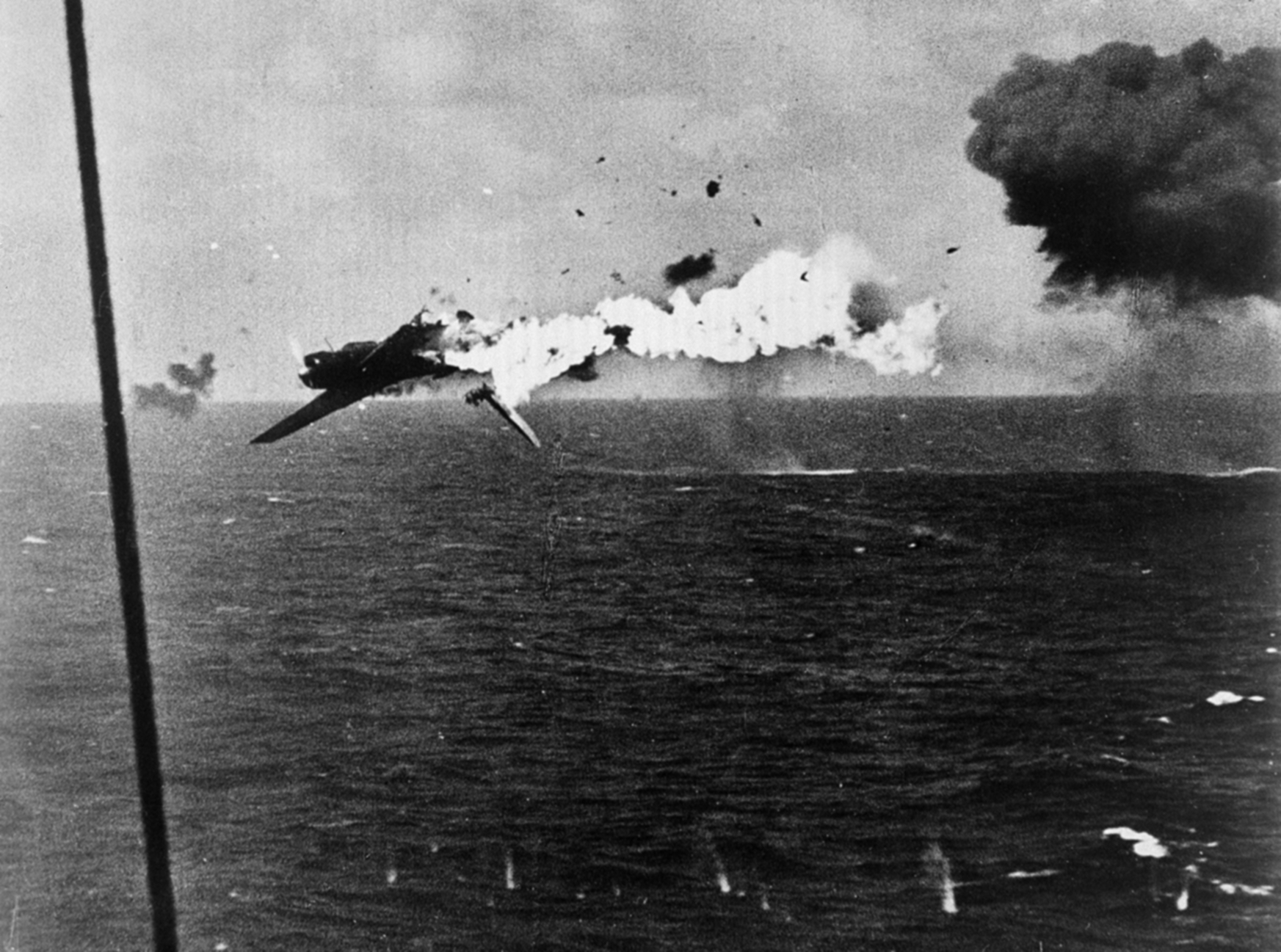
ヨークタウンの5インチ高角砲の直撃を受けて墜落する天山

マリアナ諸島攻防戦、台湾沖航空戦、フィリピン攻防戦と立て続けに生起する激戦により、母艦航空隊は壊滅、基地航空隊も大きく消耗したため、少数機での夜間または薄暮、黎明時の雷撃が陸攻・艦攻の主な対艦攻撃法となっていく。九州沖航空戦や沖縄戦（菊水作戦）では、鹿屋等の九州南部の基地から沖縄周辺に展開する米機動艦隊や輸送船団などに対して新装備の機上電探を活用した夜間雷撃を行っているが、F6F-5Nナイトヘルキャットの迎撃や対空砲火に阻まれ、大きな戦果を挙げることは出来なかった。しかし、終戦3日前の1945年8月12日の夜半、九州・鹿児島県の串良基地から出撃した第五航空艦隊麾下の第九三一航空隊攻撃第二五一飛行隊所属の天山隊4機が沖縄の中城湾に停泊していたペンシルヴェニアを夜間雷撃で大破させている。
また、フィリピン攻防戦や硫黄島の戦い、沖縄戦（菊水作戦）では、零戦や彗星よりは少ないものの、特攻にも投入されている。1945年2月21日に第三航空艦隊麾下の第六〇一航空隊所属の天山8機（雷装4機、爆装4機。途中で2機脱落）が第二御楯特別攻撃隊（他に直援の零戦9機と彗星12機）として香取基地を出撃、八丈島を経由して硫黄島沖の米艦隊を攻撃、天山隊の爆撃と体当たり攻撃によりサラトガと輸送船を大破させている。

## 製造
製造は試作が行われた中島飛行機小泉製作所（群馬県邑楽郡小泉町・大川村）で始まり、1943年9月には新たに開設された半田製作所（愛知県半田市・亀崎町）に移行した。半田製作所では熟練工の徴兵により、西陣織の職人や学徒勤労動員で徴用された学生が愛知県のみならず京都府や静岡県、遠くは鹿児島県からも集められた。徴用された学生の中には、それぞれ後に俳優となる土屋嘉男と田村高廣もいた。学生による総組立も行われたが、熟練工不足に加え、月に2日のみの公休日に最大で1日12時間以上という長時間労働や劣悪な食事（雑穀を混ぜた主食に味噌汁、芋類の主菜のみ）、監督官による虐待などの労働環境も相まって、10機のうち使用に耐えられるのは2-3機のみとされる有様だった。さらに1944年12月7日に発生した昭和東南海地震で半田工場の建物や従業員の宿舎が崩落し、153人の死者を出す被害を受けた。1945年1月13日の三河地震を経て、1945年3月から工場の疎開が始まったが、生産ラインが移転したのは彩雲のみで、天山の生産ラインは半田工場に残された。
1944年夏から海軍は生産機種の絞り込みを計画し始め、1945年1月に彩雲を単発攻撃機及び夜間戦闘機兼用機とし、天山を生産中止とすることに決定した。この決定に従って彩雲の攻撃機及び夜間戦闘機改修工事が行われているが、B-29による爆撃等のため生産を切り替えることはできず、終戦まで天山の生産が継続されている。総生産機数は1,268機で、終戦時の残存数は187機だった。

## 諸元
| 制式名称     | 天山一一型                                            | 天山一二甲型                                                      |
| ------------ | ----------------------------------------------------- | ----------------------------------------------------------------- |
| 機体略号     | B6N1                                                  | B6N2a                                                             |
| 全幅         | 14.894 m（主翼折畳時7.1935 m）                        | 14.894 m（主翼折畳時7.1935 m）                                    |
| 全長         | 10.865 m                                              | 10.865 m                                                          |
| 全高         | 3.800 m                                               | 3.820 m                                                           |
| 主翼面積     | 37.202m2                                              | 37.202m2                                                          |
| 自重         | 3,223 kg                                              | 3,083 kg                                                          |
| 正規全備重量 | 5,200 kg                                              | 5,200 kg                                                          |
| 過荷重重量   | 5,650 kg                                              | 5,650 kg                                                          |
| 発動機       | 護一一型（離昇1,870馬力）                             | 火星二五型（離昇1,850馬力）                                       |
| 最高速度     | 464.9 km/h（高度4,800 m）                             | 481.5 km/h（高度4,000 m）                                         |
| 実用上昇限度 | 8,650 m                                               | 9,040 m                                                           |
| 航続距離     | 1,460 km（正規）／3,447 km（過過重）                  | 1,746 km（正規）／3,045 km（過過重）                              |
| 爆装         | 60kg爆弾 6発、250kg爆弾 2発、500kgまたは800kg爆弾 1発 | 60kg爆弾 6発、250kg爆弾 2発、500kgまたは800kg爆弾 1発             |
| 雷装         | 九一式航空魚雷 1発                                    | 九一式航空魚雷 1発                                                |
| 武装         | 九二式七粍七旋回機銃 2挺（後上方・後下方）            | 二式十三粍旋回機銃 1挺（後上方） 一式七粍九旋回機銃 1挺（後下方） |
| 乗員         | 3名                                                   | 3名                                                               |

### 各種形式
天山一一型（B6N1）
十四試艦攻同様、護一一型を装備した型。生産数124機。
天山一二型（B6N2）
発動機を火星二五型に換装した型。計画では1943年（昭和18年）11月から量産される予定だったが、必要数の護が調達できなかったため、量産開始が1か月早められている。
天山一二甲型（B6N2a）
一二型の後上方旋回機銃をMG 131 機関銃をライセンス生産した二式十三粍旋回機銃に、後下方旋回機銃を一式七粍九旋回機銃に換装し、レーダーである三式空六号無線電信機四型を装備した武装強化型。
天山一三型（B6N3）
発動機を火星二五乙型に換装し、エンジンカウル、風防等を再設計した性能向上型。試作機2機のみ。

## 現存機

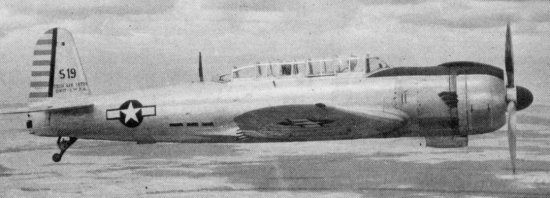
TAIC （Technical Air Intelligence Centre）でテスト中の天山一二型

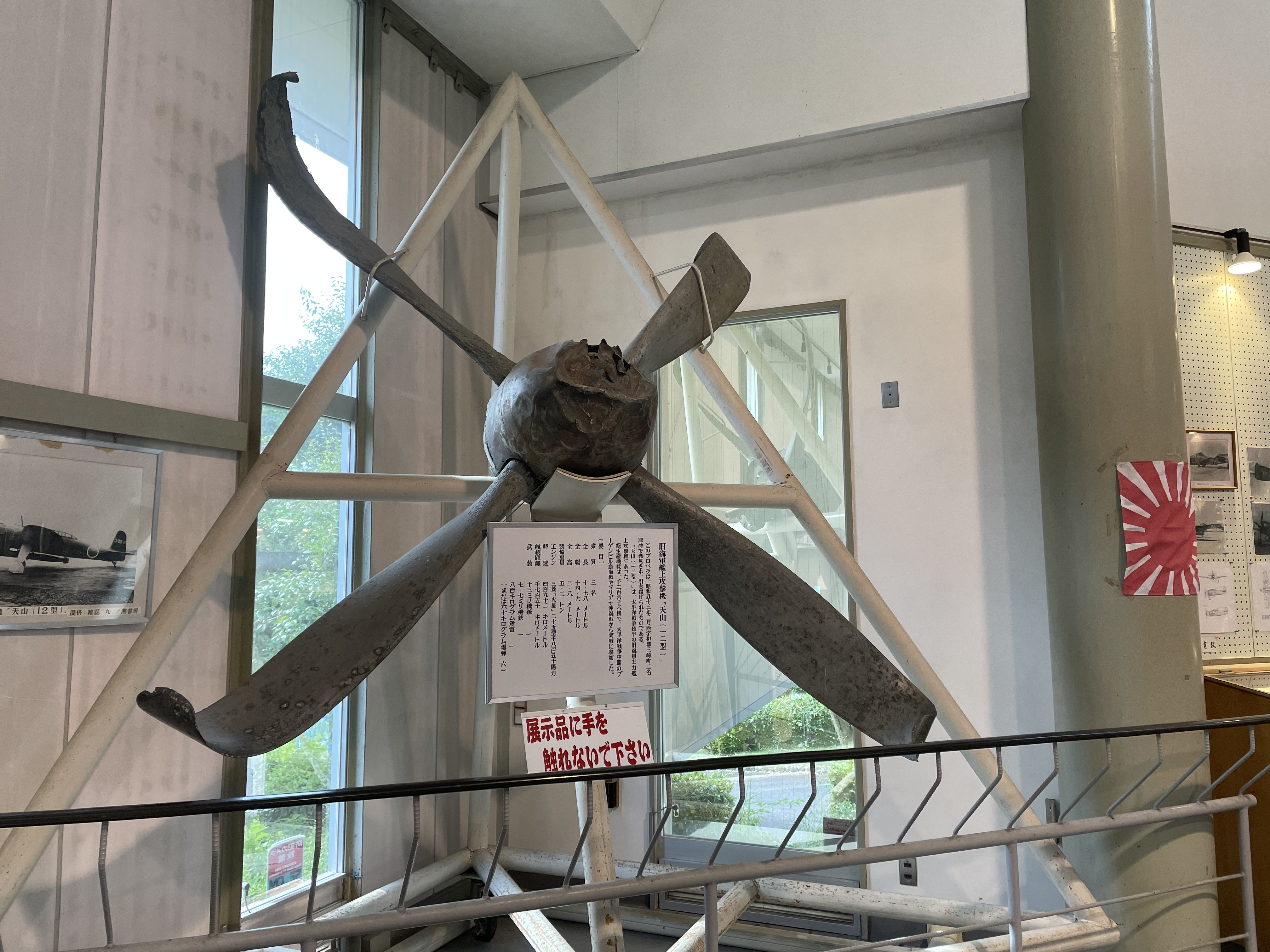
紫電改展示館で展示される天山のプロペラ（2022年）

### 機体
戦後、アメリカ軍に接収された第一三一航空隊攻撃第二五四飛行隊所属の一二型1機（その他に2～3機接収されている）が、米本土での調査後にウィロウ・グローブ海軍航空基地に屋外展示されていた。その後、風化が進んだことから1981年にスミソニアン国立航空宇宙博物館に移管され、現在も同博物館の保管施設において分解状態で保管されている。
| 型名   | 機体写真 | 所在地                  | 所有者                                     | 公開状況 | 状態   | 機体番号         | 備考                                                                                        |
| ------ | -------- | ----------------------- | ------------------------------------------ | -------- | ------ | ---------------- | ------------------------------------------------------------------------------------------- |
| 一二型 | 展示時   | アメリカ メリーランド州 | 国立航空宇宙博物館 ポール・E・ガーバー施設 | 非公開   | 保管中 | I2-382（展示時） | かつては屋外で展示されていたが、老朽化のためポール・E・ガーバー施設で修復待ちの状態である。 |

### 部品
1978年（昭和53年）2月に愛媛県三崎町沖で引き揚げられたプロペラが、愛南町馬瀬山公園にある紫電改展示館で展示されている。

## 関連作品

### 小説
『緋弾のアリア』
北方領土沖への移動手段として天山一一型が登場する。

### 映画
『雷撃隊出動』
基地航空隊の主力雷撃機として登場。前部風防上面を起こし、操縦席を一杯に上げて発艦していく光景や、主翼及び胴体の電探用アンテナを確認できる。
撮影は、レイテ沖海戦直前の1944年（昭和19年）夏に瀬戸内海西部で訓練中だった空母瑞鶴艦上などで行なわれたが、12月7日の公開時には瑞鶴は戦没している。

### ゲーム
『War Thunder』
雷撃機として天山一一型、天山一二型、天山一二型甲が登場する。
『World of Warships』
日本ツリーのTier8空母「翔鶴」とTier8の空母「加賀」、そしてTire9空母「大鳳」の雷撃機として「B6N」の名称で登場する。
『アズールレーン』
重桜の攻撃機として天山一一型が「天山」、天山一二型甲が「天山改」という名称で登場する。
『艦隊これくしょん -艦これ-』
艦載機として、天山、天山(九三一空)、天山(六〇一空)が登場。また架空の機体として、天山一二型(友永隊)、天山一二型(村田隊)、天山一二型甲改(空六号電探改装備機)、天山一二型甲改(熟練/空六号電探改装備機)が登場する。